# Desa Kertaraharja (administrativ by i Indonesien, Jawa Barat, lat -7,14, long 108,21)
Desa Kertaraharja är en administrativ by i Indonesien.   Den ligger i provinsen Jawa Barat, i den västra delen av landet, 180 km sydost om huvudstaden Jakarta.